# Kopfbedeckungen der Sámi

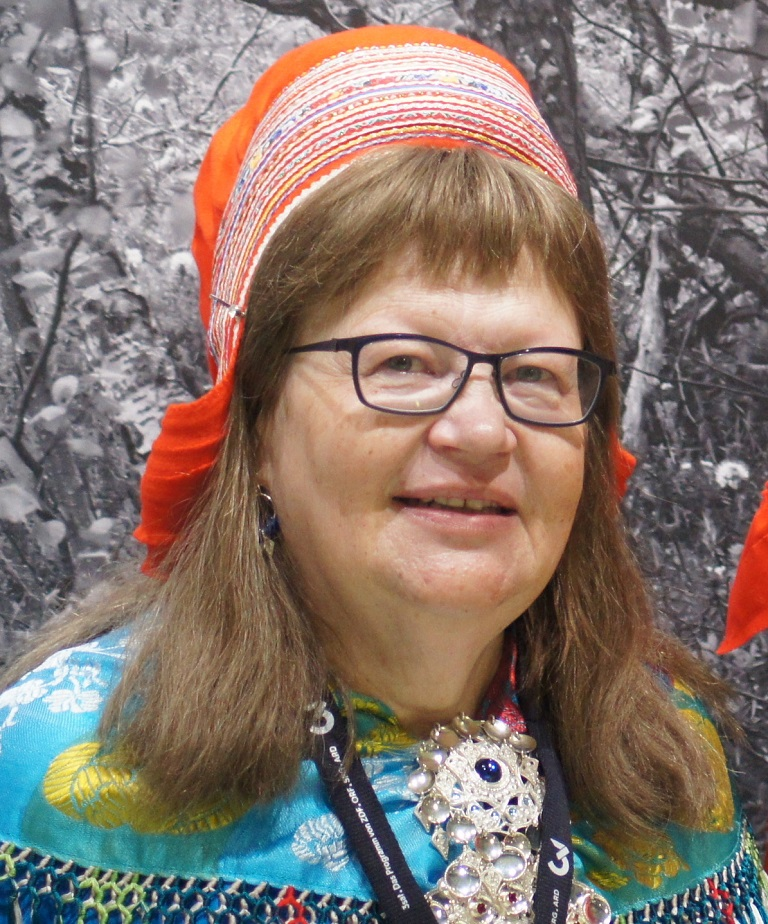
Die Autorin Karen Anne Buljo aus Alta

Die Kopfbedeckungen der Sámi umfassen Männermützen und Frauenhauben, die von den Samen (Eigenbezeichnung: Sámi) im Norden Fennoskandinaviens getragen wurden. Insbesondere zeigte die Kopfbedeckung je nach geografischer Herkunft der Träger große Unterschiede.

## Geschichte

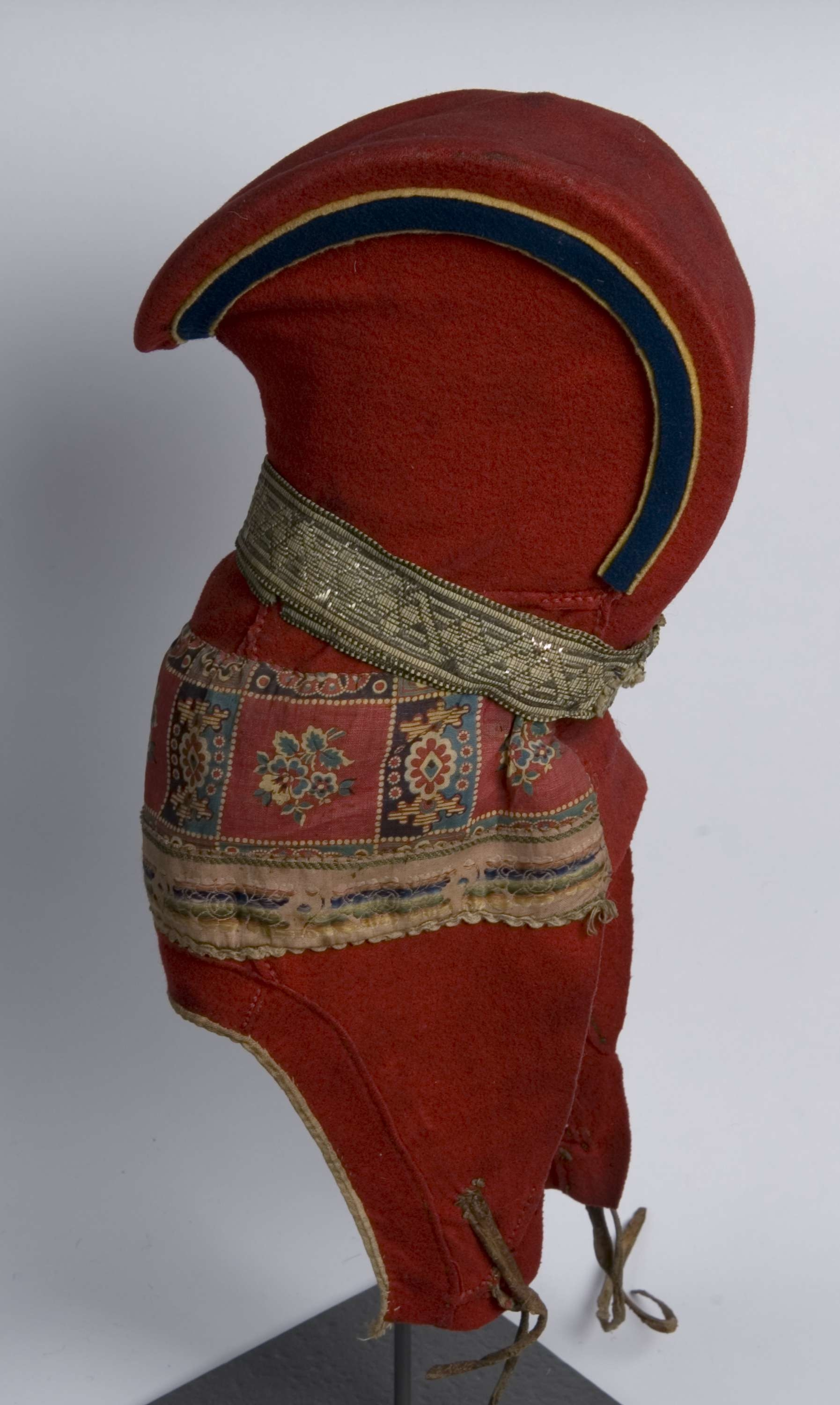
Ladjo aus Tana (Norsk Folkemuseum)

Die Frauenhaube Ladjo wurde während der Zwangschristianisierung der Sámi im 17. Jahrhundert seitens der Kirche als „Teufelshorn“ verboten. Aber erst nachdem die pietistische Erweckungsbewegung des Laestadianismus die Ladjo seit Mitte des 19. Jahrhunderts als „Satanszeichen“ anprangerte, wurde diese in Teilen der Finnmark nicht mehr verwendet.

## Beispiele

### Männermützen
Männermütze von Utsjoki
Sávka, sogenannte Vier-Winde-Mütze

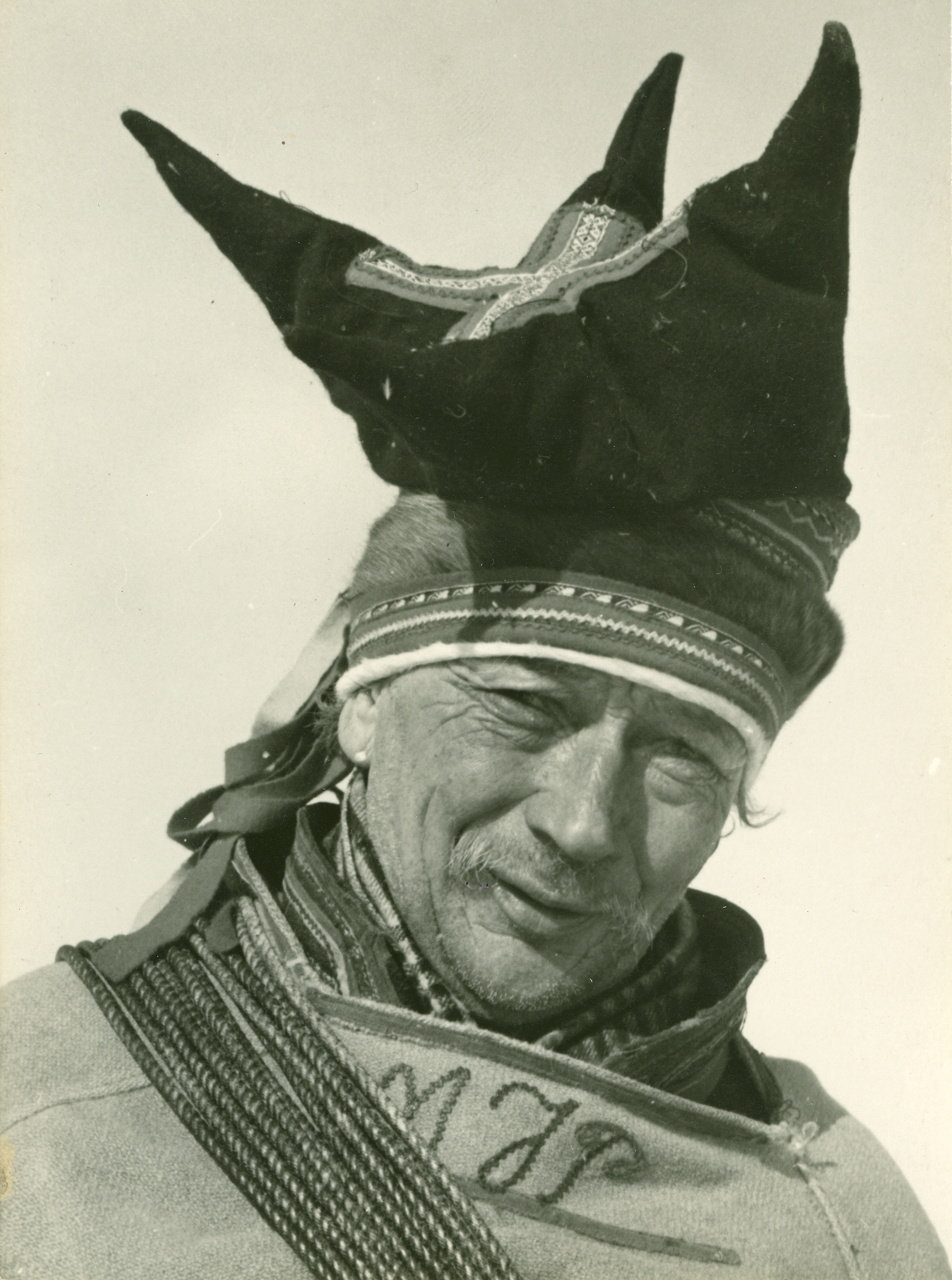
Vierzipflige Sávka mit Pelzbesatz (Finnmark)

Die vierzipflige Mütze ist typisch für die Sámi aus Enontekiö in Finnland.
Männermütze mit Bommel
Ein großer Bommel an der Mütze ist charakteristisch für die Sámi aus Karesuando in Schweden.

### Frauenhauben
Ladjo

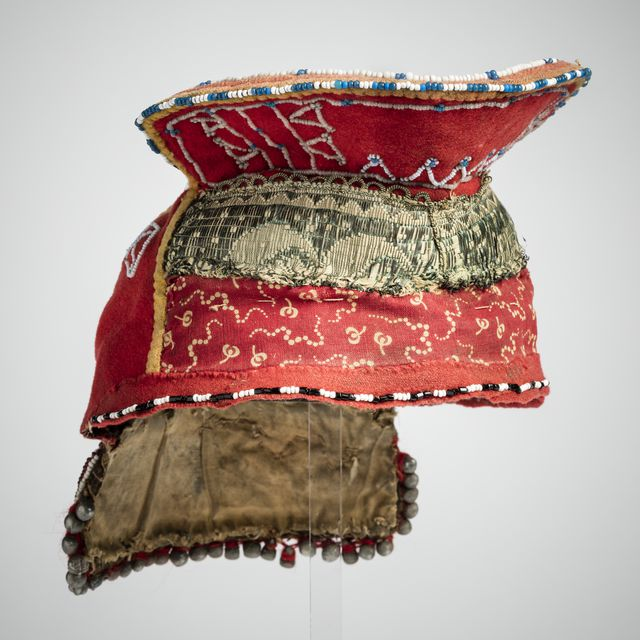
Šaamšiǩ der Skoltsámi (Finnisches Nationalmuseum)

Die 30 Zentimeter hohe Ladjo (nordsamisch Ladjogahpir oder ládju, inarisamisch lájukappeer) ist eine Art Hut, der zur traditionellen Kleidung im Norden Sápmis gehörte. Sie war in der Finnmark bis in die zweite Hälfte des 19. Jahrhunderts in Gebrauch. Ihre Aussteifung erfolgte durch Leder oder ein ausgehöhltes Stück Holz. Ein kleinerer Hornhut wird immer noch von ostsamischen Frauen benutzt.
Šaamšiǩ
Die Šaamšiǩ gehört zur Tracht der Skoltsámi. Sie hat eine sichelförmige Krone und ist meist reich mit Perlen verziert.
Pooʹvdneǩ
Frauenhaube der Skoltsámi, die unter einem Kopftuch getragen wird.
Peeʹrvesǩ
Ringhaube der Skoltsámi in Karelien, die unter einem Kopftuch getragen wird.
Lulesamische Frauenhauben

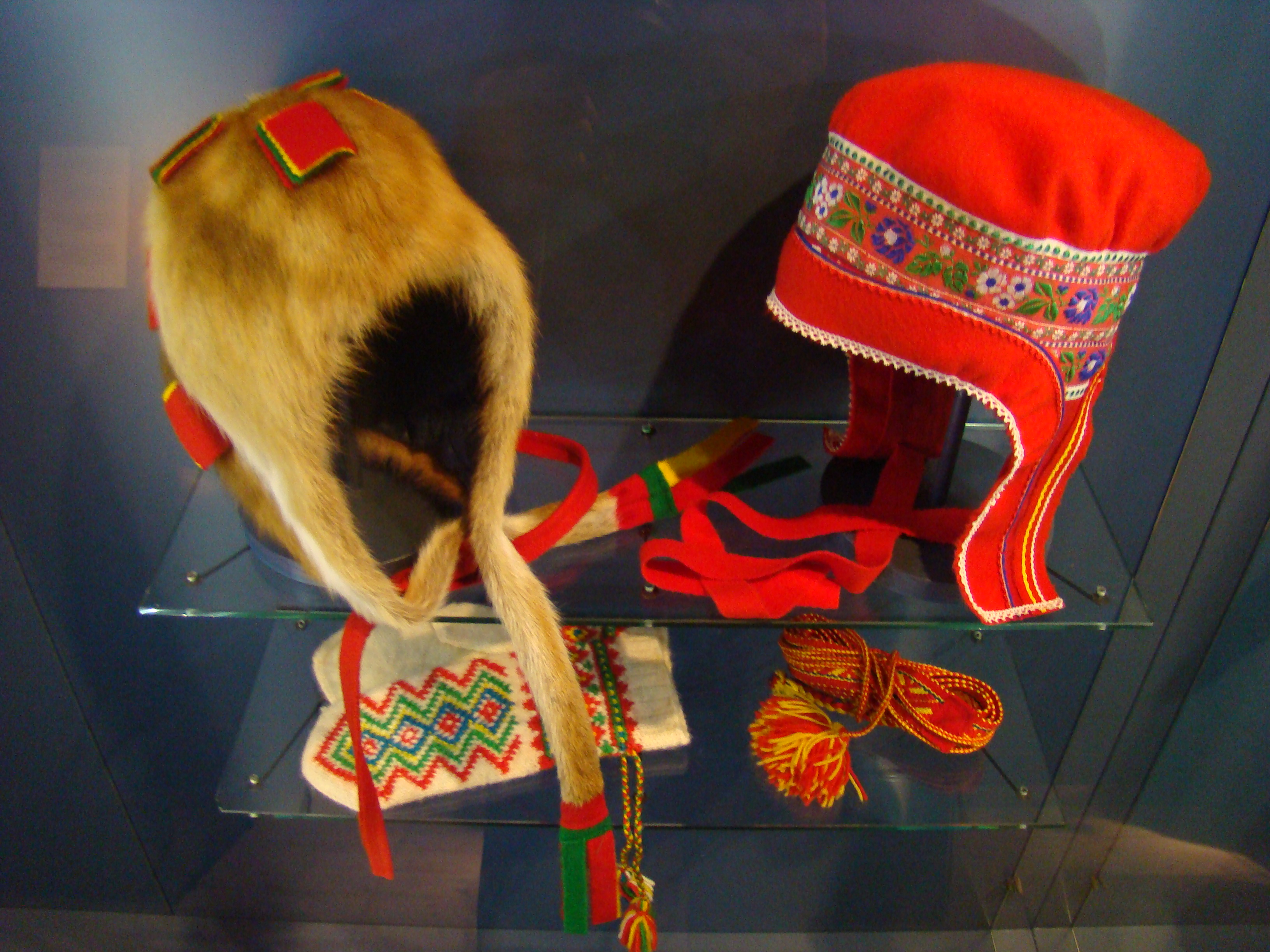
Nordsamische Winter- und Sommerhaube
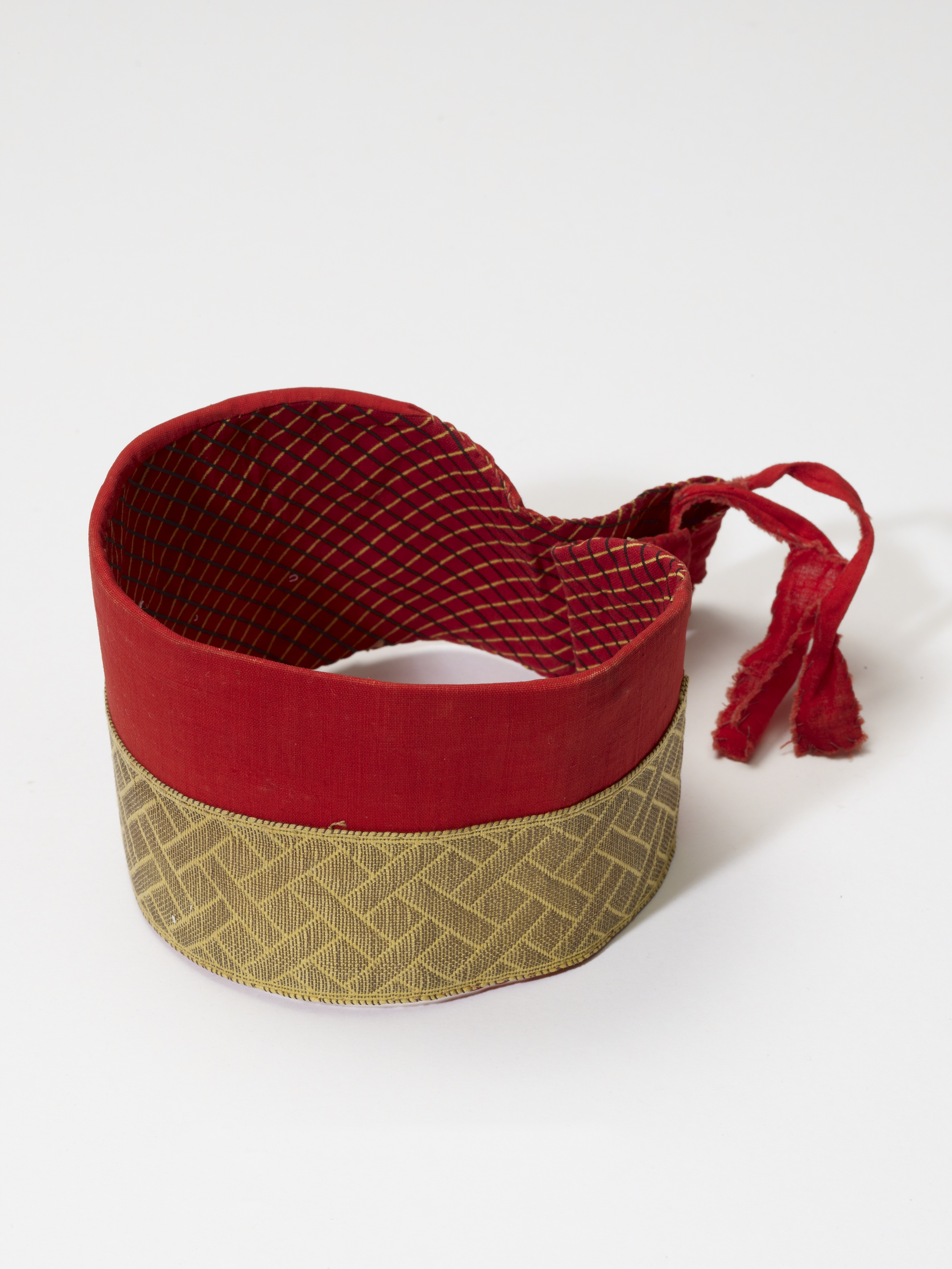
Peeʹrvesǩ aus Karelien
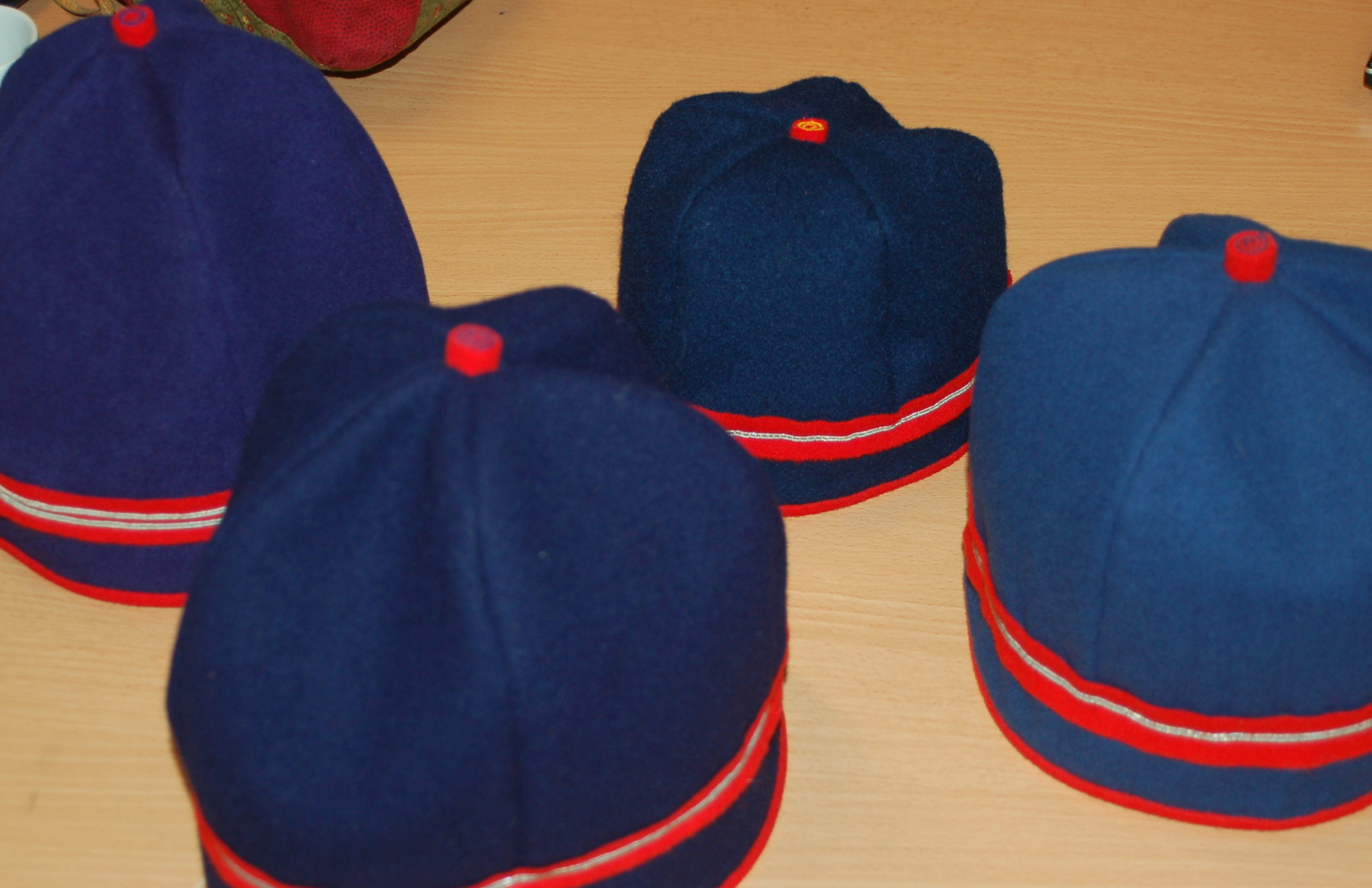
Lulesamische Frauenhauben